# ルンビニ県
座標: 北緯27度45分 東経83度30分 / 北緯27.750度 東経83.500度

ルンビニ県の位置

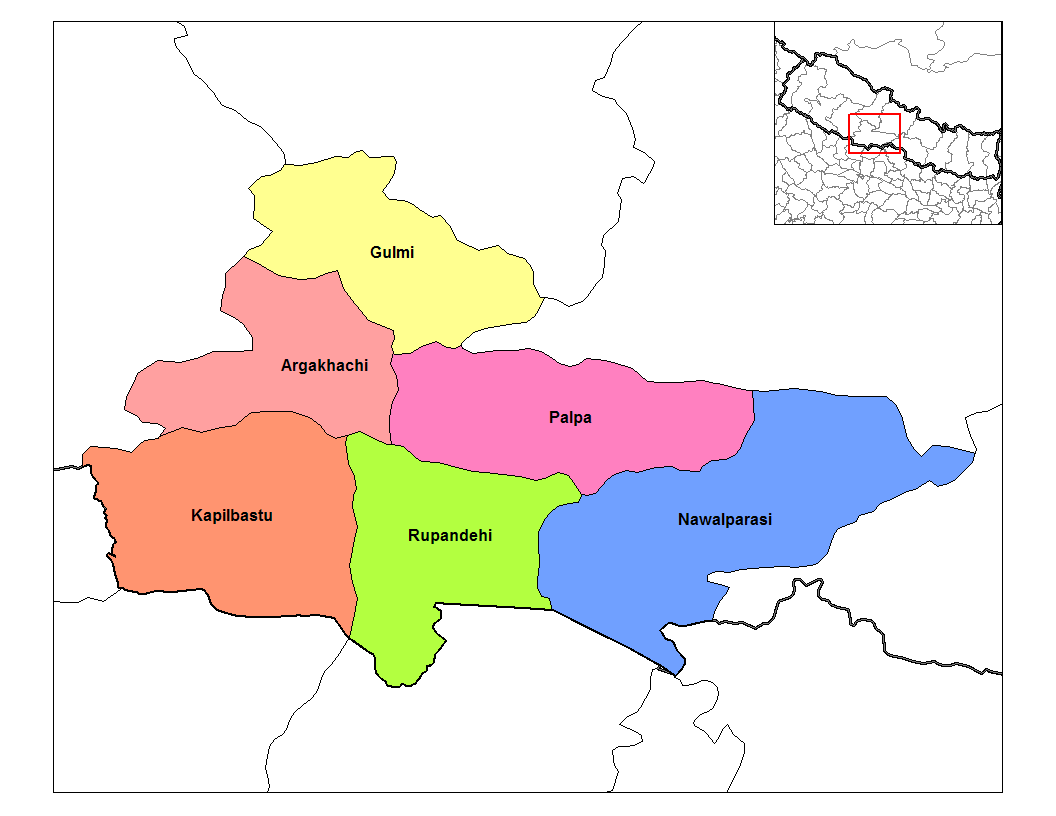
県内の6郡
■グルミ郡、■アルガカンチー郡、■パルパ郡、■カピラバストゥ郡、■ルーパンデヒ郡、■ナワルパラーシ郡

ルンビニ県（ネパール語: लुम्बिनी अञ्चल）とは、ネパール西部開発区域に属する第五州の県である。県都はブトワルで、6郡からなる。また、ガウタマ・シッダールタの生誕地であり、世界遺産であるルンビニが存在する。
| 郡               | 郡庁所在地     |
| ---------------- | -------------- |
| アルガカンチー郡 | サンディカルカ |
| グルミ郡         | タムカス       |
| カピラバストゥ郡 | トウリハワ     |
| ナワルパラーシ郡 | パラーシ       |
| パルパ郡         | タンセン       |
| ルーパンデヒ郡   | バイラハワ     |